# David Knijnenburg
David Knijnenburg (* 3. April 1967 in Brisbane, Australien) ist ein australischer Schauspieler.

## Leben
David Knijnenburg spielte in Meine Stiefschwester ist ein Alien,  Die verlorene Welt, S.O.S. – Angriff auf das Traumschiff mit. Im Jahr 2009 spielte er in Daybreakers mit.

## Filmografie
- 1999–2001: Die verlorene Welt
- 2000: Meine Stiefschwester ist ein Alien
- 2001–2002: Scooby Doo
- 2003: (S)truth
- 2009: Daybreakers